# 피아 (기업)
피아 주식회사(일본어: ぴあ株式会社, 영어: PIA Corporation)는 일본 도쿄도 시부야구 히가시에 있는 티켓 사업 · 출판 사업 회사이다. 도쿄 증권 거래소 시장 일부에 상장되어 있다.
잡지 《피아》는 주오 대학의 학생이었던 야나이 히로시가 1972년에 창간한 영화 정보 및 콘서트 정보를 정리한 잡지로 출판되었다. 1984년에 전화 주문으로 콘서트 및 행사 티켓을 예약 판매를 시작하여 인기를 끌고, 1999년 티켓 판매 전용 웹사이트 피아를 시작했다. 잡지는 2011년 7월 21일을 마지막으로 발간 후, 휴간하고 있다.